# Лубошево (Курська область)
Лубошево (рос. Лубошево) — село в Желєзногорському районі Курської області Російської Федерації.
Населення становить 61 особу. Входить до складу муніципального утворення Разветьєвська сільрада.

## Історія
Населений пункт розташований на території українського етнічного та культурного краю Східна Слобожанщина.
Від 2004 року входить до складу муніципального утворення Разветьєвська сільрада.

## Населення
| 1862 | 1877 | 1883 | 1897 | 1900  | 1905  | 1979 |
| ---- | ---- | ---- | ---- | ----- | ----- | ---- |
| 852  | ↘668 | ↗737 | ↗976 | ↗1022 | ↗1057 | ↘275 |
| 2002 | 2010 |      |      |       |       |      |
| ↘95  | ↘61  |      |      |       |       |      |